# حفصه سلطان (دختر سلیم یکم)
حفصه سلطان (ترابزون – ۱۰ ژوئیه ۱۵۳۸ استانبول) دختر         سلیم یکم از عایشه حفصه سلطان وخواهر سلیمان قانونی و عمه سلیم دوم بود.
حفصه سلطان در ترابزون متولد شد، پدرش شاهزاده سلیم (بعدا سلیم یکم) بود. حفصه در سال ۱۵۱۱ با داماد احمد پاشا ازدواج کرد زمانی که پدرش به سلطنت رسید احمد پاشا وزیر اعظم شد اما در سال ۱۵۱۵ اعدام شد. حفصه بعدا در سال ۱۵۲۲ با داماد مصطفی پاشا بوسنی ازدواج کرد. وی در سال ۱۵۳۸ فوت شد و در مسجد یاووز سلیم در استانبول دفن گردید.